# Snohomish (città)
Snohomish è una città degli Stati Uniti d'America, situata nella Contea di Snohomish dello Stato di Washington, negli Stati Uniti d'America.